# Стеван Бакић
Стеван Бакић (Бар, 1967) црногорски и српски је политичар. Од 21. августа 2020. обавља функцију градоначелника Суботице.

## Биографија
Рођен је 1967. у српској породици у Бару. Одрастао је у школовао се у Титограду, који је напустио 1987. Пореклом је са очеве стране Васојевић, братство Бакића, а са мајчине стране Команин, велико братство Радуловића. Дипломирао је 2002. на Факултету физичке културе у Нишу, а потом 2006. стекао звање дипломираног економисте на Факултету за услужни бизнис у Сремској Каменици.